# Phillip Smith
Phillip Hagar Smith (* 29. April 1905 in Lexington, Massachusetts; † 29. August 1987 in Berkeley Heights, New Jersey) war ein US-amerikanischer Ingenieur. Er wurde mit der Erfindung des nach ihm benannten Smith-Diagrammes bekannt, einem System zur grafischen Darstellung von Berechnungen in der komplexen Wechselstromrechnung.
Nach seinem Studienabschluss am Tufts College im Jahr 1928 arbeitete Smith bei Radio Corporation of America (RCA) an Antennen und Hochfrequenzleitungen. Für diese Anwendungen erfand er 1937 das Smith-Diagramm. Im Zweiten Weltkrieg arbeitete er an Radaranlagen. Er wechselte später zu den Bell Laboratories, wo er bis zu seiner Pensionierung im Jahr 1970 arbeitete.
Smith war seit 1947 Mitglied des Institute of Radio Engineers (IRE) bzw. Institute of Electrical and Electronics Engineers (IEEE), das ihn 1956 zum Fellow ernannte.